# فاس البالي
فاس البالي هو أحد الأجزاء الثلاثة المكونة لمدينة فاس بالمغرب وتعتبر من أقدم أجزاء مدينة فاس القديمة.

## التاريخ
يعود تاريخ تأسيس فاس البالي إلى القرن التاسع على يد الأدارسة قبل استقرار المئات من العائلات المسلمة واليهودية الفارّة من الأندلس على الضفة اليمنى لوادي فاس وبعدها عائلات قيروانية على الضفة الأخرى.
في عهد الموحدين، عانى اليهود والمسلمين الذين لم يؤمنوا بمذهب المهدي بن تومرت من التضييق والتنكيل. وتعود الأسوار المحيطة بفاس البالي إلى فترة حكم محمد الناصر الموحدي غير أن الأبواب التي تخترقها تحمل أسماء تعود إلى فترة حكم الأدارسة والزناتيين مثل باب الفتوح وباب الكيسة. بدأ بناء الأحياء الخاصة باليهود في عهد المرينيون أبرزها ملاح فاس الجديد خارج أسوار فاس البالي.

## التسمية
تسمة المدينة القديمة لفاس بفاس البالي لتميز معمارها بالعراقة و التاريخ، عكس المدينة الجديدة التي تتميز بالمعمار الحديث.
و ينقسم فاس البالي إلى عدوتين: عدوة القرويين وعدوة الأندلسيين ، هاته الأخيرة سميت كذلك نسبة لمستوطنيها القادمين من بلاد الأندلس.

## أبرز المعالم
تتكوّن فاس البالي من آلاف المباني التاريخية مثل باب الجيسة وجامعة القرويين. وتمتاز أيضا بالأسوار والأحياء الضيقة وتأثير العمارة الأندلسية التي تتميز بالزخرفة والنقش على الخشب والنحاس والفسيفساء والجبس. وتتألف المدينة القديمة لفاس من الأحياء السكنية التالية:
| - الرصيف (فاس) - البطحاء (فاس) - المخفية - الجنانات - الطالعة الكبرى و الصغرى - العيون (فاس) - عين أزليطن - قصبة النوار - القرويين (فاس) - جنان بوطاعة | - دار التازي - زقاق الرمان - القطانين - الكدان - الفخارين - رأس الجنان - حي باب فتوح - حي رأس الزاوية - العطارين - الديوان (فاس) - الشماعين - السبيطريين - باب السنسلة - الخراشفيين - النخالين - الحدادين - اللمطيين |

تستأثر مدابغ الجلد والصوف التقليدية باهتمام كل الزوار وتتمركز النشاط الاقتصادي التقليدي. أهم المدابغ التي تم ترميمها سنة 2016 هي:
- مدبغة عين أزليتن عن عصر الأدارسة (القرن 9)
- مدبغة سيدي موسى عن عصر الأدارسة (القرن 9م)
- مدبغة شوارة ترجع للعصر السعدي (القرن 16م)

هذه المعالم المذكورة تجل من المدينة القديمة بفاس من أشهر الأماكن السياحية في العالم، حيث يأتي الكثير من السياح من مختلف أنحاء العالم لزيارتها والاستمتاع بمآثرها التاريخية، وهو ما جعلها مصنفة ضمن قائمة التراث العالمي لليونسكو منذ سنة 1981 كتراث مشترك للإنسانية.

## معرض الصور

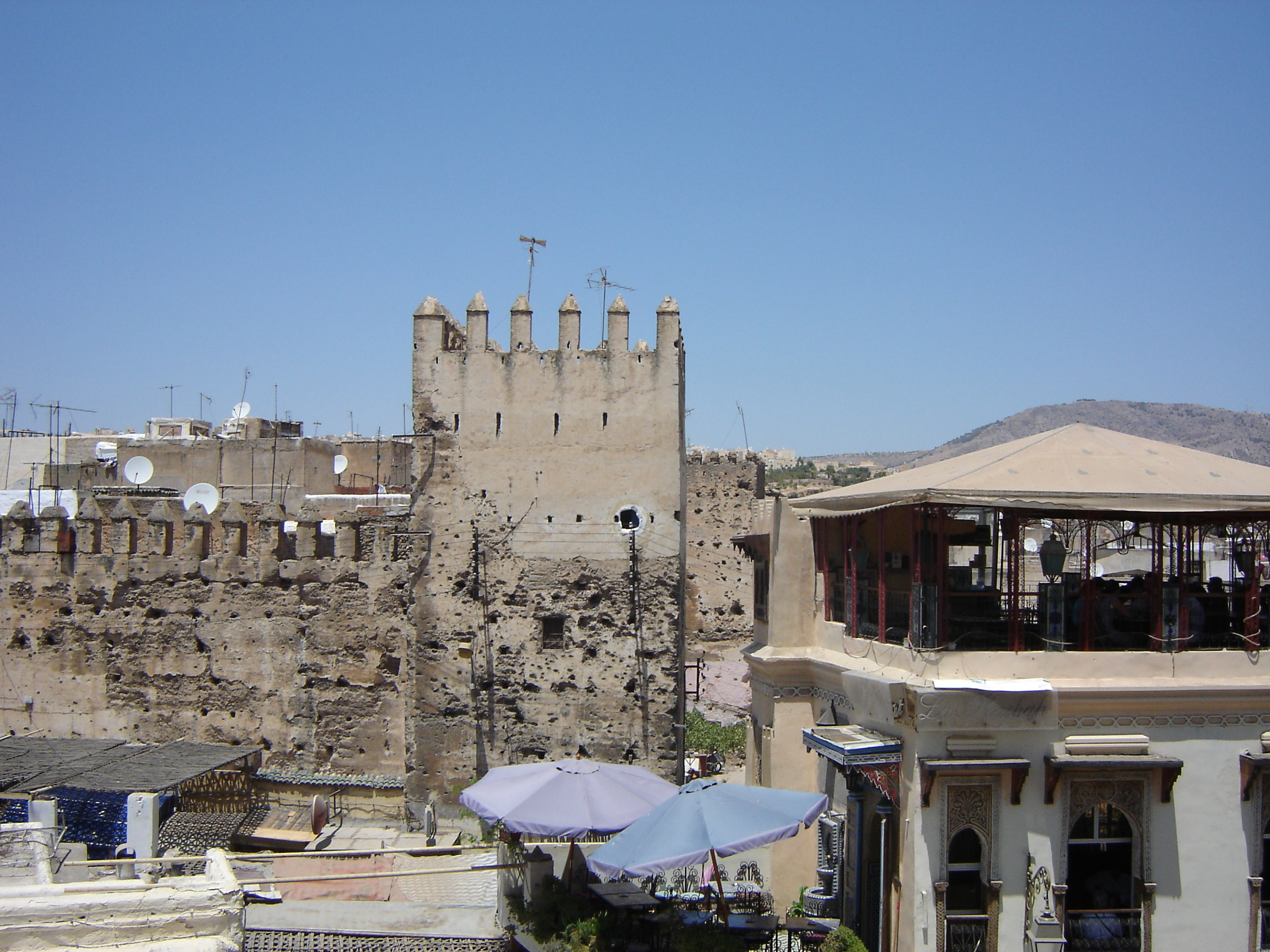
أسوار المدينة فاس القديمة
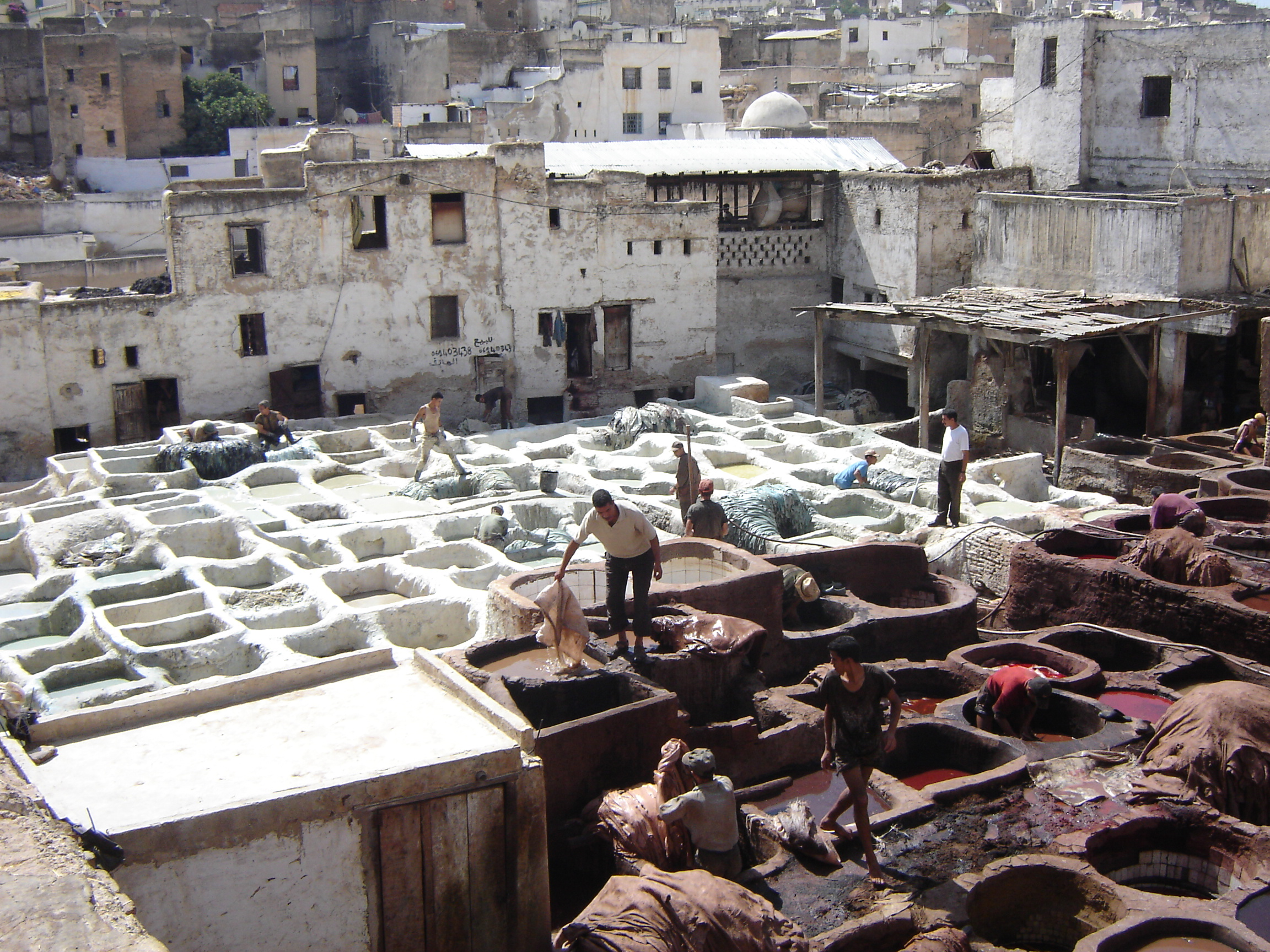
الدباغة التقليدية بفاس
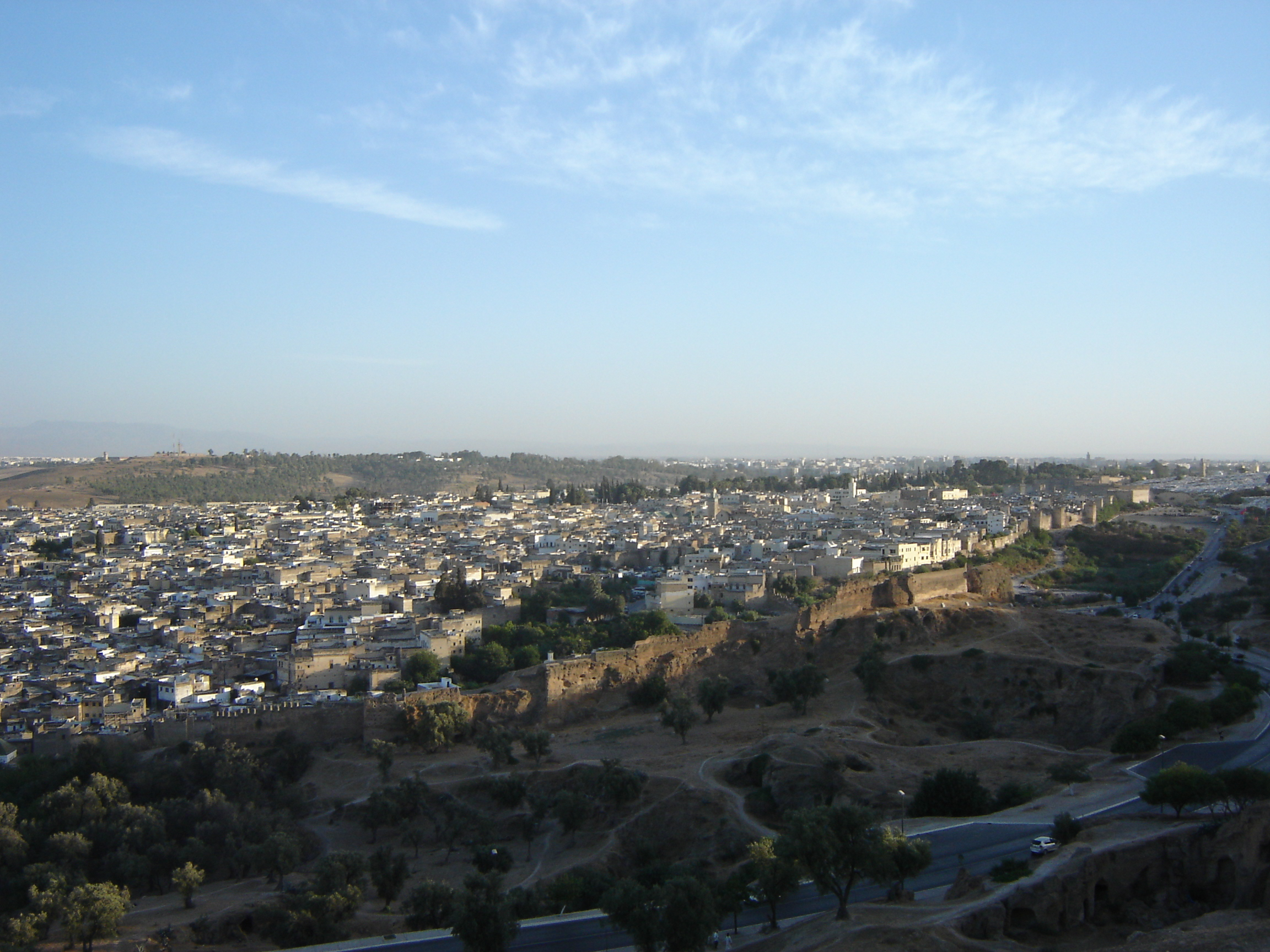
المدينة القديمة
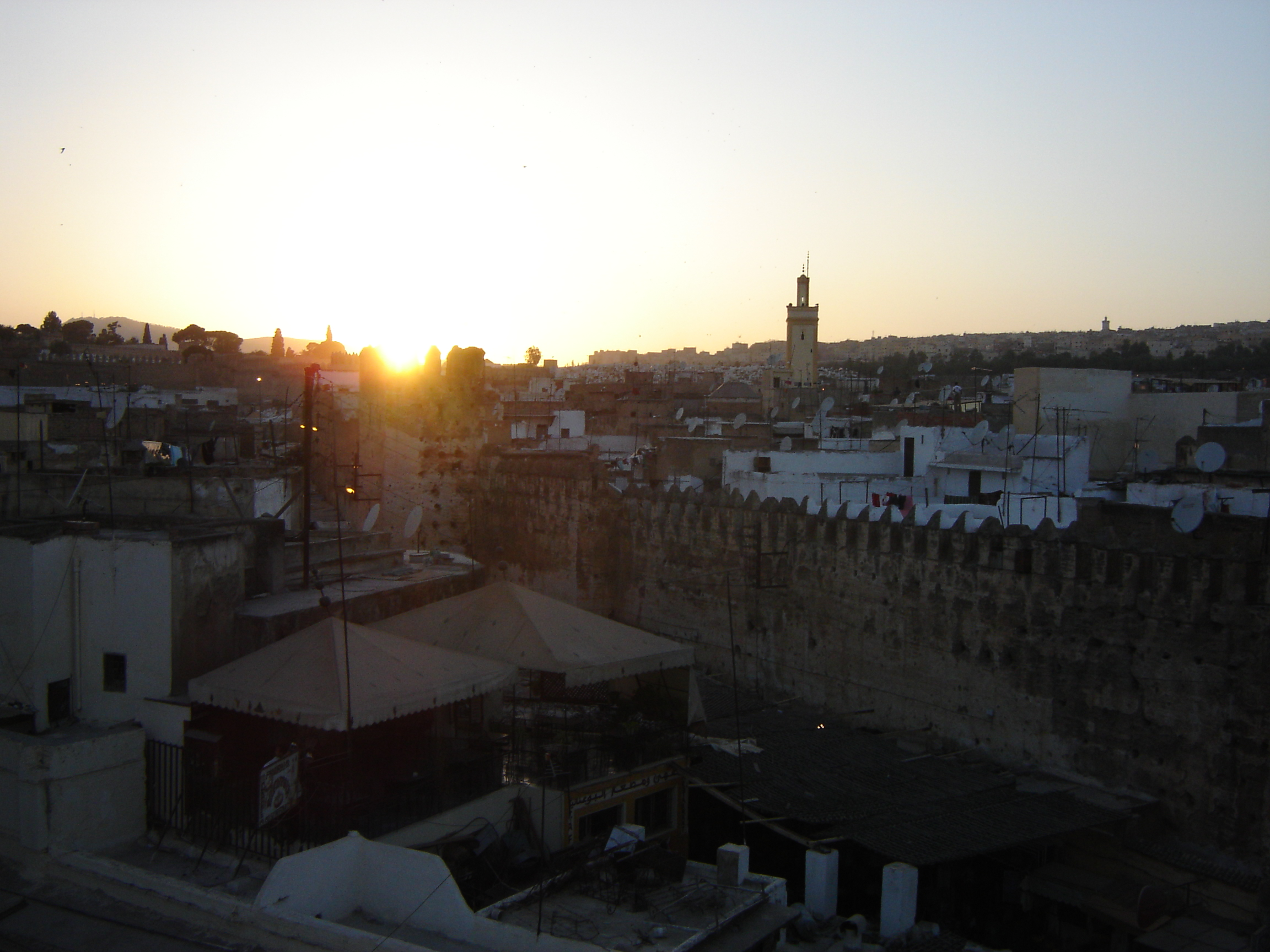
غروب الشمس على المدينة القديمة
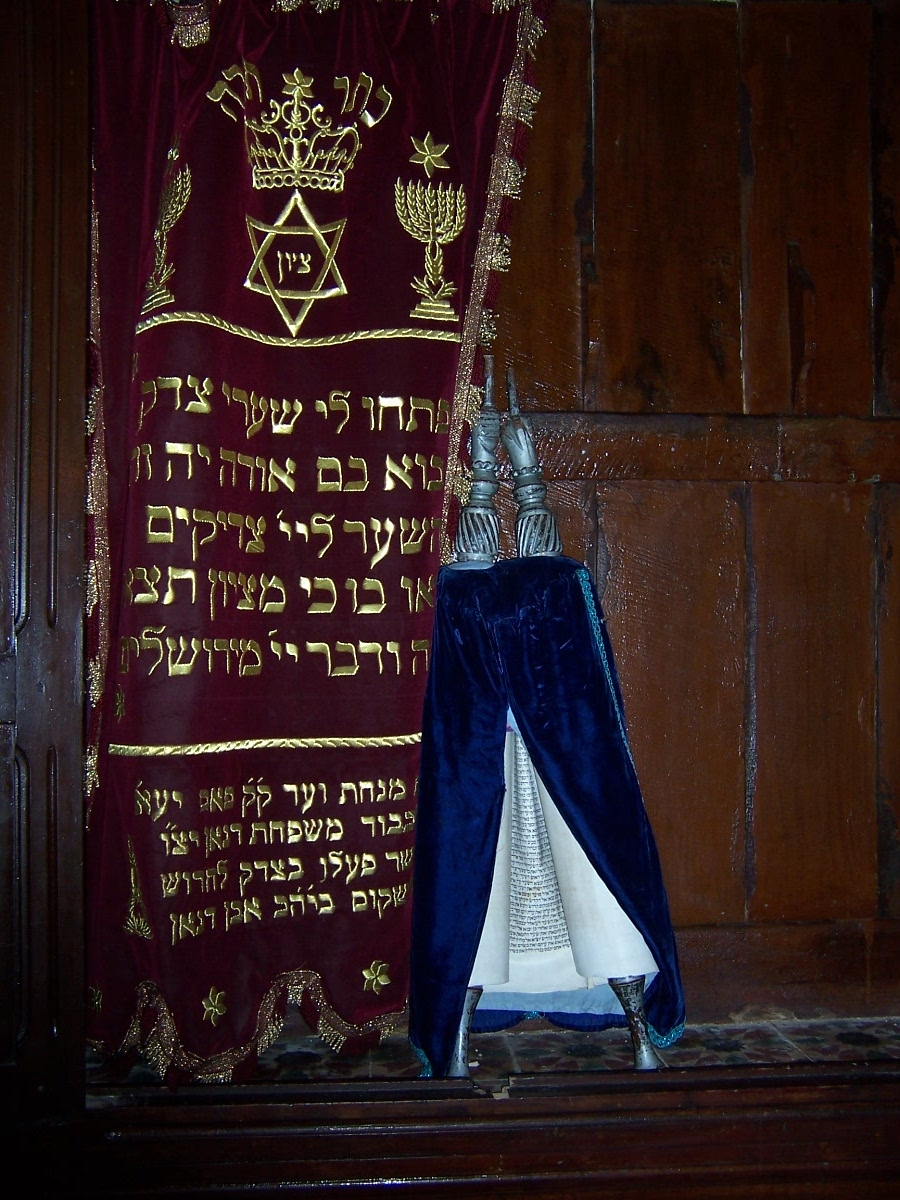
كنيس دنان اليهودي بالمدينة القديمة
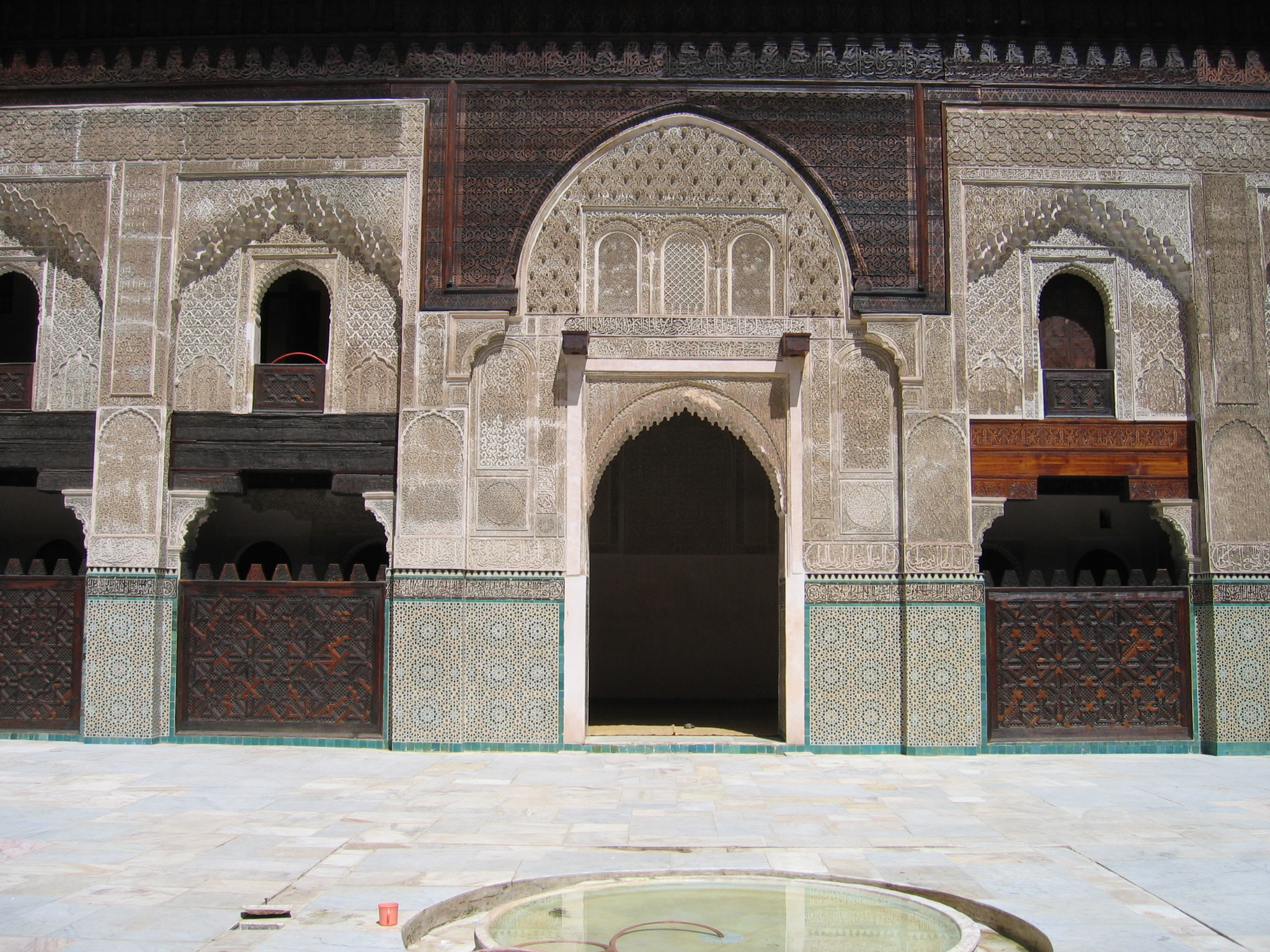
بهو المدرسة البوعنانية
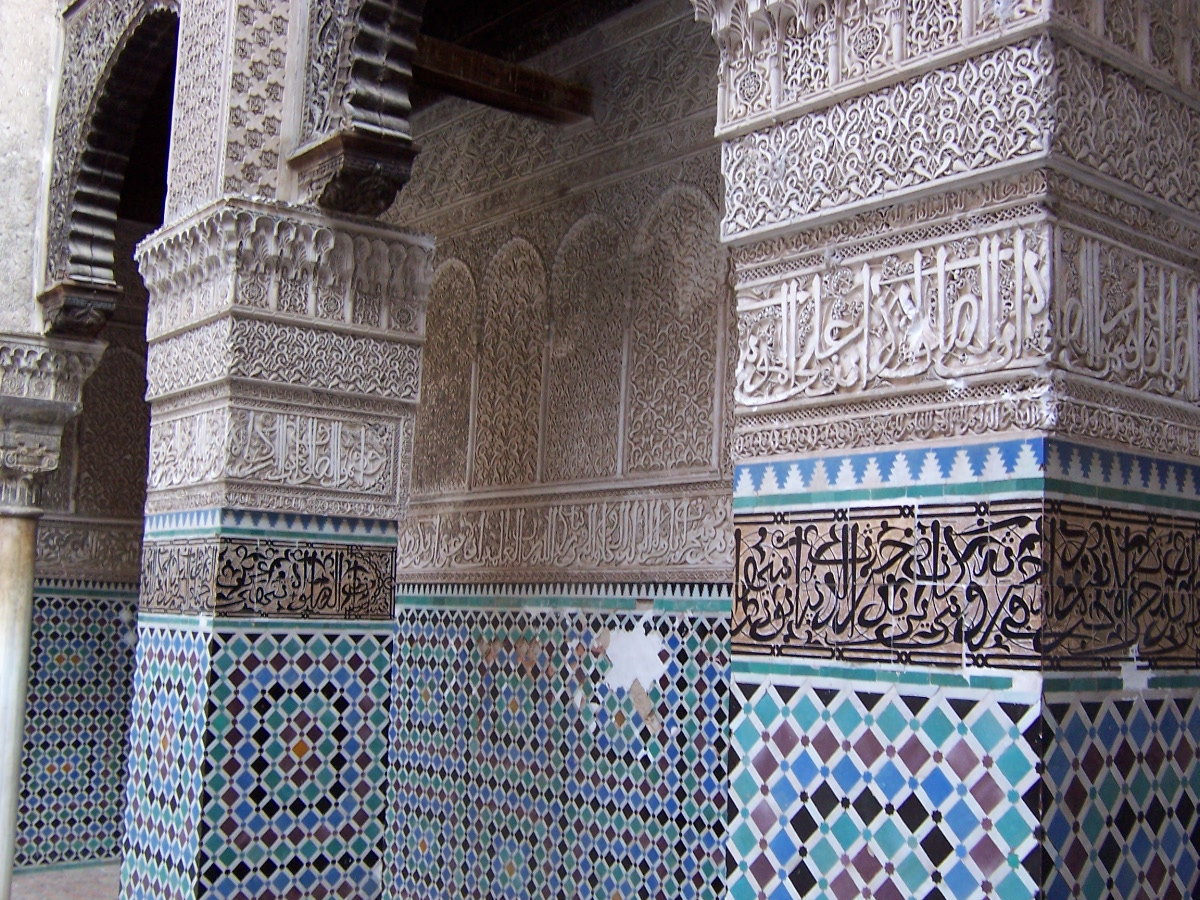
مدرسة العطارين
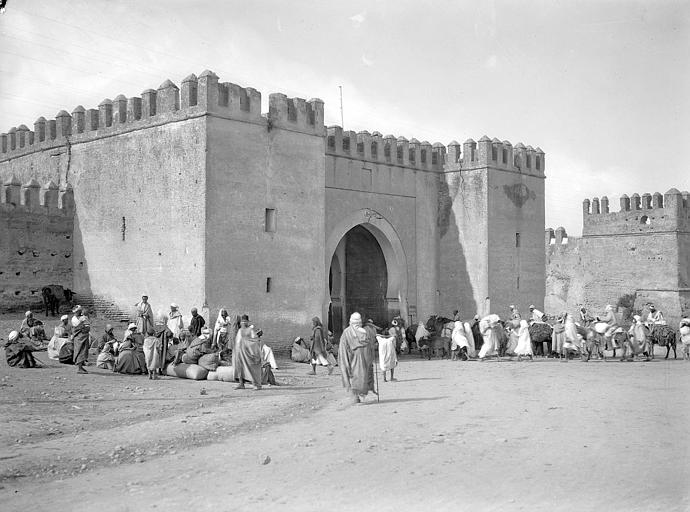
صورة للمنطقة عام 1925م.